# Reisnock
Der Reinock (italienisch Monte Stipa) ist ein 2663 m hoher Berg in den südlichen Zillertaler Alpen in Südtirol. 

## Lage und Umgebung
Der Reisnock befindet sich in einem Kamm der Pfunderer Berge. Auf Höhe des Reisnocks verläuft der Kamm etwa in südöstlicher Richtung und trennt das Pustertal im Süden vom Mühlwalder Tal im Nordosten. Etwas über einen Kilometer westlich des Reisnocks befindet sich die Kempspitze (2704 m), knapp zwei Kilometer nordwestlich ragt der Graunock (2872 m) auf. Im weiteren Kammverlauf Richtung Südosten bzw. Osten gibt es dagegen keine Gipfel mehr, die den Reisnock an Höhe übertreffen.

## Alpinismus
Der Reisnock kann sowohl von der Pusterer Seite als auch aus dem Mühlwalder Tal auf markierten Wanderwegen erreicht werden. Auf der Pusterer Seite gelegene Ausgangspunkte sind entweder das Dorf Terenten im Süden (1210 m) oder die Tiefrastenhütte (2312 m) im Westen. Von Nordosten startet man am Sportplatz in Mühlwald. Beide Anstiege führen zum Großen Tor (2355 m), einen Übergang zwischen den Tälern. Von dort führt der Normalweg zunächst durch die Ostflanke, später auf dem Südostgrat auf den Gipfel, wobei ein paar felsige Stellen versichert sind. Eine alternative Anstiegsmöglichkeit führt vom Großen Tor durch die Südwestflanke und über die Scharte zwischen Reisnock und  Terner Nock (2596 m), einem südwestlich vorgelagertem Gipfel. Unweit südlich des Großen Tors verläuft der Pfunderer Höhenweg, so dass der Reisnock bei Begehung dieses Höhenwegs mit etwas zusätzlichem Aufwand mitbestiegen werden kann.
Im Winter ist der Berg auch ein Ziel für Skitourengeher.